# IC 5323
IC 5323 — галактика типу SB0-a (компактна витягнута галактика) у сузір'ї Тукан.
Цей об'єкт міститься в оригінальній редакції індексного каталогу.